# José Luis de Vilallonga
José Luis de Vilallonga i Cabeza de Vaca (Madrid, 29 de gener de 1920 - Port d'Andratx, 30 d'agost de 2007) fou un escriptor en llengües francesa i castellana, periodista, actor i aristòcrata espanyol.

## Antecedents familiars
José Luis de Vilallonga era fill de Salvador de Vilallonga i de Càrcer, marquès de Castellbell, Gran d'Espanya, descendent del baró de Maldà, un dels escassos escriptors en llengua catalana de la seva època. Del seu pare heretà el marquesat de Castellbell i la Grandesa d'Espanya. La seva mare era filla del marquès de Portago.

## Guerra civil espanyola
Va participar en la Guerra Civil espanyola com a voluntari en el bàndol revoltat, segons ell per imposició del seu pare. Es va negar a seguir la carrera diplomàtica i a principis dels anys quaranta va començar a col·laborar a "Destino", al "Diari de Barcelona" i a "El Noticiero Universal". El 1953 va publicar la seva primera novel·la, Les Ramblas finissent à la mer.

## Matrimonis
Es va casar quatre vegades, la primera amb l'aristòcrata anglesa Priscilla Scott-Ellis, filla del 8è baró de Howard de Walden, de qui es va divorciar el 1956; la segona amb Ursula Dietrich, amb qui va durar unes setmanes; la tercera, Syliane Stella Morell (entre 1974 i 1995); i, després d'una relació sentimental d'un any amb María Vidaurreta, es va casar l'octubre de 1999 amb la periodista Begoña Aranguren, de la qual es va divorciar poc temps després. Vilallonga era pare de dos fills del seu primer matrimoni, John i Carmen, i va reconèixer com a fill seu Fabrizio Pastor de la unió amb la seva segona muller, Syliane Stella.

## Guardons
Fou guardonat a París amb el premi 'The Best 1991' i el 18 de setembre de 1994 distingit pel president gal François Mitterrand amb el títol d'oficial de la Legió d'Honor. Parlava a la perfecció italià, castellà, anglès i francès. Residí des de 1950 fins a 1976 a París (França). Després de l'amnistia política de 1976 tornà a Espanya fins al 1988, que decidí traslladar-se de nou a París.

## Mort
Morí el 30 d'agost del 2007 als 87 anys a Andratx, Mallorca. Fou enterrat a Barcelona. El va succeir en el títol de marquès el seu fill Juan Alfonso Stephen de Vilallonga i Scott-Ellis.

## Llibres publicats
Les seves dues primeres obres editades a Espanya foren 'Allegro bárbaro' i 'Solo'. És autor del llibre de memòries titulat 'La nostalgia es un error'. Com a periodista, va entrevistar les personalitats més variades per a la premsa francesa, alemanya i espanyola, a més de realitzar treballs per a les revistes 'Paris-Match', 'Marie-Claire' o 'Vogue'. Assidu col·laborador d''Interviú', també va dirigir la revista 'Play Boy' Espanya.

### En francès
- Les Ramblas finissent à la mer, 1953
- Les gens de bien, 1955
- L'heure dangereuse du petit matin, 1957
- L'homme de sang, 1959
- L'homme de plaisir, 1961
- Allegro barbaro, 1967
- Fiesta, 1971
- Gold Gotha, 1972
- A pleines dents: entretiens avec Guy Monréal, 1973
- Furia, 1974
- Femmes, 1975
- Solo, 1976
- L'image de marque, 1976
- Españas. La chute, 1977
- Les gangrènes de l'honneur, 1977
- Ma vie est une fête. Les cahiers noirs, 1988
- Altesse, 1986
- Le roi, 1993. La traducció castellana fou publicada abans, el 1991
- Le gentilhomme européen, 1992
- Fellini , 1994

### En castellà
- Mujeres al descubierto, 1976
- Allegro barbaro, 1978
- La nostalgia es un error, 1980
- Los sables, la corona y la rosa, 1984
- La imprudente memoria, 1985
- Encuentros y encontronazos 1995
- El sable del caudillo, 1997
- Cartas desde París a mis paisanos los íberos, 1998
- Franco y el Rey, 1998
- Inolvidables mujeres, 1999
- La cruda y tierna verdad, 2000, Otros mundos, otra vida, 2001, La flor y nata, 2002, La rosa, la corona y el marqués rojo, 2004, de la sèrie "Memorias no autorizadas".
- Hojas al viento: cartas a mi nieta, 2003
- Políticamente incorrecto, 2006

## Cinema
Els amants, de Louis Malle, fou la seva primera pel·lícula. Després va intervenir en més de 70 peces, algunes de tan rellevants com Esmorzar amb diamants, al costat d'Audrey Hepburn, o Giulietta dels esperits, de Federico Fellini. També apareix a Patrimonio Nacional i Nacional III, de Luis García Berlanga, en el paper d'Álvaro, nebot del Marquès de Leguineche.

### Filmografia
- 1958: Les Amants de Louis Malle: Raoul Flores
- 1960: L'Ennemi dans l'ombre de Charles Gérard: Georges Dandieu
- 1961: Le Rendez-vous de minuit de Roger Leenhardt: Bob
- 1961: Les Mauvais coups de François Leterrier: Prévieux
- 1961: L'Affaire Nina B (Affäre Nina B.) de Robert Siodmak: Kurt
- 1961: Esmorzar amb diamants de Blake Edwards: José da Silva Pereira
- 1962: Cléo de 5 à 7 d'Agnès Varda: L'amant de Cléo
- 1962: Les Bonnes Causes de Christian-Jaque: Paul Dupré
- 1962: La Loi des hommes Charles Gérard: El capellà
- 1964: Darling
- 1963: Mélodie en sous-sol d'Henri Verneuil: Monsieur Grimp
- 1965: Giulietta degli spiriti de Federico Fellini: L'amic de Giorgio
- 1971: Le Viager de Pierre Tchernia: Un oficial
- 1976: Le Bon et les méchants de Claude Lelouch